# Julio Musimessi
Julio Elías Musimessi (Resistencia, Chaco; 9 de julio de 1924 - Morón, Buenos Aires; 4 de septiembre de 1996) apodado «El Arquero Cantor» por su faceta musical, fue un futbolista y cantautor argentino que se desempeñaba en la posición de arquero. 
Su carrera fue entre Newell's Old Boys, Boca Juniors y Club Deportivo Morón para finalizarla en el Green Cross chileno.
Es considerado un ídolo por las aficiones de Newell's Old Boys y Boca Juniors y uno de los mejores arqueros del fútbol argentino en década de los 50.

## Biografía
Nacido en Resistencia, provincia del Chaco, antes de descubrir que lo suyo era el fútbol, despuntaba su primer gran pasión de pequeño: el básquetbol. Una tarde, casi sin quererlo, su carrera había comenzado jugando en un potrero, cuando el arquero de su equipo se había lesionado. Sus compañeros, al conocer sus habilidades maniobrando la pelota con las manos, decidieron ponerlo de arquero, donde definitivamente no defraudó.
Esta situación lo animó a probarse en el Club Atlético Boca Unidos de la Ciudad de Corrientes. En 1944, comenzó su carrera profesional en Newell's Old Boys de Rosario, donde debutó profesionalmente en la Primera División de Argentina y jugó once años en la primera del club. Tras 183 partidos jugados, en 1953 llegó a Boca Juniors junto a Juan Carlos Colman y Francisco Lombardo. En el club auriazul, estuvo presente desde 1953 hasta 1960. Con este equipo participó en 155 encuentros hasta 1959, logrando en 1954 el campeonato de la Primera División de Argentina. 
Gracias a su participación en Boca Juniors logró ser reconocido por Guillermo Stábile, en ese entonces director técnico de la Selección de fútbol de Argentina, quien lo llevó a participar en la misma en el año 1953. En su debut ante España, tuvo una gran actuación tapando todo lo que se venía. Fue gracias a eso que (según sus propias palabras[cita requerida]) recibió el apodo de "El Gato". Gracias a esta actuación, el entonces presidente del Real Madrid, Santiago Bernabéu lo tentó para jugar en el equipo merengue. Sin embargo, rechazó su oferta alegando que su amor por la camiseta de Boca podía más y que a eso, no había cifra que lo superara. Fue recién en 1960 que abandonó el club de la ribera, para poder por fin iniciar su carrera en el exterior. Continuó su carrera en el Green Cross de Santiago de Chile, con el cual logró el campeonato de segunda división. Sin embargo, poco tiempo después anunció su retiro en 1961 luego de 18 años de trayectoria.

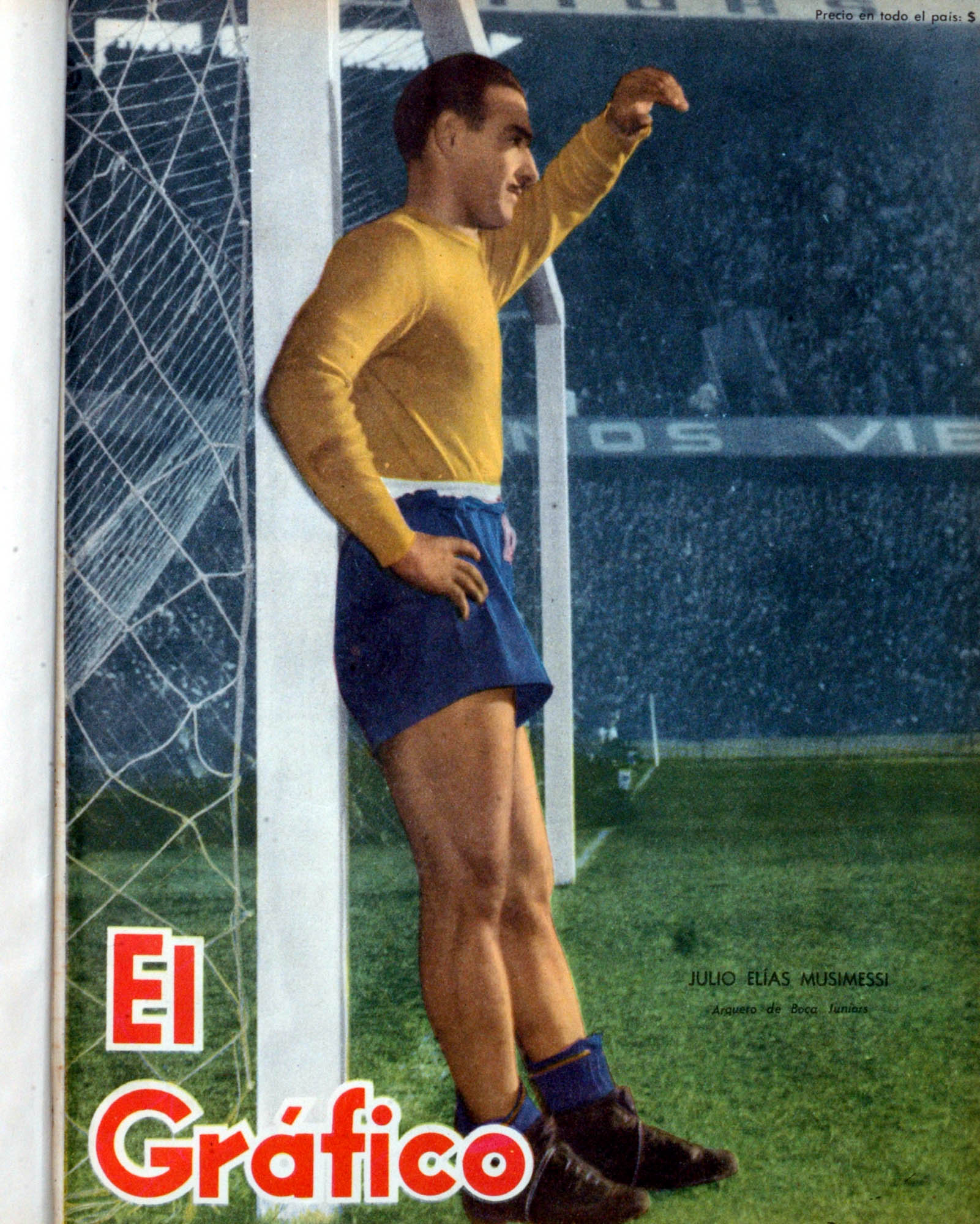
Musimessi en el arco de Boca, 1957.

Paralelamente al fútbol se dedicó al canto en espectáculos públicos y en audiciones radiales, con programa propio en LR2 Radio Argentina. Por esto ha sido conocido como "el arquero cantor". El chamamé que más se popularizó rezaba "Dale Boca, viva Boca, el cuadrito de mi amor..."
Luego de finalizada su carrera como futbolista, Musimessi decidió iniciar un emprendimiento, atendiendo su propio bar en la localidad de Castelar. Una noche de 1986, mientras comenzaba a cerrar su local, fue abordado por una patota que le exigió la reapertura del mismo para poder seguir bebiendo. Ante su negativa, los violentos respondieron atacándolo a tiros e hiriéndolo de dos disparos, por lo que estuvo internado varios días en grave estado. A pesar de ello, Musimessi logró recuperarse. Sin embargo, su vida no duró mucho más, y el 4 de septiembre de 1996 falleció en un sanatorio de Morón, víctima de un derrame cerebral. Contaba en ese entonces con 72 años.

## Trayectoria

### Clubes
| Club                 | País      | Año         |
| -------------------- | --------- | ----------- |
| Newell's Old Boys    | Argentina | 1944 - 1953 |
| Boca Juniors         | Argentina | 1953 - 1959 |
| Club Deportivo Morón | Argentina | 1960 - 1961 |
| Green Cross          | Chile     | 1961 - 1962 |

## Palmarés

### Campeonatos nacionales
| Título                     | Club         | País      | Año  |
| -------------------------- | ------------ | --------- | ---- |
| Primera División Argentina | Boca Juniors | Argentina | 1954 |
| Segunda División de Chile  | Green Cross  | Chile     | 1960 |

### Campeonatos internacionales
| Título       | Selección           | Sede  | Año  |
| ------------ | ------------------- | ----- | ---- |
| Copa América | Selección Argentina | Chile | 1955 |